# 挪威廣播公司全新聞電台
挪威廣播公司全新聞電台（挪威語：NRK Alltid Nyheter）是挪威廣播公司一條於1997年開播的電台頻道，為全球第一條使用數碼聲音廣播方式向外播放的純新聞電台頻道。這條頻道會在每天深夜至翌日凌晨轉播英國廣播公司國際頻道節目，而其2018年8月下旬至9月上旬的每週收聽率則是1.8%（約82000名觀眾）。